# Линейни кораби тип „Литорио“
Литорио (на италиански: Littorio) са серия италиански линейни кораби от времето на Втората световна война. Всичко от проекта са построени 3 единици: „Литорио“ (на италиански: Littorio), „Виторио Венето“ (на италиански: Vittorio Veneto) и „Рома“ (на италиански: Roma). Линкорът „Имперо“ (на италиански: Impero) остава недостроен.

## Конструкция

### Корпус
Корпусът има архаичен напречен набор. Има 250 шпангоута. Номерация им върви от кърмовия перпендикуляр към носа. На кърмата шпангоутите имат отрицателни номера. Шпацията е равна на 1 м. По протежение на целия корпус върви двойно дъно, а в пределите на цитаделата то е тройно.
Скуловите килове имат дължина и ширина 48 и 1,2 м съответно.

### Брониране
Главният пояс е с височина 4,4 м и по дължината си има наклон навън от 11° и се състои от външен 70-мм хомогенен слой и отстоящ от него на 0,25 м главен – от 280-мм цементирани плочи, които се крепят на 150 мм дъбова подложка. Пространството между поясите е запълнено с бетон на клетки. В дълбочина на корпуса, след 1,4 м върви 36-мм главна бронирана преграда. Още по-близко към диаметралната плоскост се намира втората бронева 25-мм преграда, която има наклон към средата на корпуса. Сумарната хоризонтална защита съставлява 409 мм. Бордът над пояса също е брониран и има дебелина от 70 мм, а в носовия край – 45 мм. По краищата поясът се затваря от траверси с дебелина 210 мм. Броневата палуба е изпълнена от 150 мм плочи на 12 мм подложка над погребите и от 100 мм на 12 мм подложка над енергетичната установка. При бордовете до 36 мм преграда палубата е по-тънка: 100 в района на погребите и 90 мм в района на МКО. Полубакът между траверсите има палуба с дебелина 36 мм на 9 мм подложка.
Бронезащитата на артилерията на главния калибър има своите особености. Цялата броня е круповска цементирана. Челните плочи на кулите на главния калибър са направени с дебелина 380-мм. Останалото брониране на кулите също е от цементирана броня. Задните стени имат дебелина 350 мм, страничните – 200 мм, покрива има дебелина 200 мм в предната и 150 мм в задната част.
Противоторпедната защита, конструкция на генерал Пулиезе, е разчетена да противодейства на взрив на торпедо с тегло на заряда от 350 кг тротила.

### Въоръжение
След като не е в състояние да направи 406-мм артсистема, фирмата „Ансалдо“ проектира и разработва 381-мм оръдие с дължина 50 калибра с максимално форсирана балистика и триоръдейната кула „381/50 An 1934“. Също към производството е включена и фирмата „ОТО“ (маркировка „381/50 ОТО 1934“). „Ансалдо“ произвежда всички 381-мм артустановки за „Литорио“ и „Имперо“ и една за „Рома“, а „ОТО“ – двете оставащи за „Рома“ и всички за „Виторио Венето“. Оръдията за „Литорио“ са със скрепена конструкция, а всички останали – лайнировани (т.е. имат лайнер). Оръдията заимстват някои британски стандарти от времето на Първата световна война: ситна нарезка с ход 30 калибра и отварящ се настрани бутален затвор система „Уелин“ с хидравлика. Куполната установка има три независими люлеещи се части с хидравлични спирачки за отката и пневматични накатници, подаването на зарядите от претоваръчно отделение, фиксиран вертикален ъгъл на зареждане, равен на +15°, верижен досилател прибойников тип.

## История на службата
- „Литорио“ е заложен на 28 октомври 1934 г., спуснат е на вода на 22 август 1937 г., а влиза в строй през май 1940 г. На 12 ноември 1940 г. линкорът е повреден от три торпеда, пуснати от самолети „Суордфиш“ по времи на рейда на британските самолетоносачи над Таранто. През юни 1942 г., в хода на атаката над малтийски конвой, „Литорио“ още веднъж е торпилиран от английски самолет. През 1943 г. той е преименуван на „Италия“. След капитулацията на Италия, плавайки към Малта, линкорът е повреден от немска управляема бомба. Според условията на Парижкия мирен договор корабът преминава към САЩ. На 1 юни 1948 г. корабът е изключен от списъците на италианския флот. Правителството на САЩ се съгласява за разкомплектоването на линкора за метал в Италия, където той окончателно и е раглобен в Специя към 1955 г.

- „Виторио Венето“ е заложен на 28 октомври 1934 г., спуснат е на вода на 25 юли 1937 г., а влиза в строй през април 1940 г. През март 1941 г., по време на боя при нос Матапан, е торпилиран от самолет „Суордфиш“ на британския самолетоносач „Формидейбъл“. Линкорът поема хиляди тона вода, но съумява да избяга от преследвачите. След ремонт е отново торпилиран от подводната лодка „Ърдж“. Според условията на Парижкия мирен договор линкорът подлежи на предаване на Великобритания, правителството на която предлага на италианскотпо да разглоби кораба за метал. В периода 1953 – 1955 г. „Виторио Венето“ е разкомплектован в Специя.
- „Рома“ е заложен на 18 октомври 1938 г., спуснат на 9 юни 1940 г., а влиза в строй през юни 1942 г. На 9 септември 1943 г. е потопен от немската авиация с помощта на тежките управляеми планиращи авиобомби Fritz X. Това е първата в историята употреба на управляеми бомби срещу кораби.
- „Имперо“ е заложен на 14 април 1938 г., спуснат на вода на 15 ноември 1939 г.
- По време на войната СССР води активни преговори по повод предаването на един от линкорите от дадения тип, в качеството на репарация. Предварителни договорености има постигнати, обаче, в следвоенния период, след различни увъртания предаването на кораба е отказано. Вместо нов линкор от типа „Литорио“ Съветския съюз получава остарелия „Джулио Чезаре“.

## Оценка на проекта
По адрес на италианските линкори е насочена много критика. Особено към артилерията на главния калибър, която показва в хода на изпитанията и бойната си употреба най-отвратителни резултати – имайки прекрасна бронепробиваемост (отстъпваща може би единствено на „Ямато“ и „Айова“), оръдията на стрелбите демонстрират ужасно ниска точност и кучност. Съществуват различни мнения за причините за тези резултати. Някои специалисти смятат за неудачни както конструкцията (за целите на достигане на максималната дулна енергия, според принципа „тежък снаряд – висока начална скорост“, стволовете са взети, като основа, от оръдия на остарелия към това време съвместен проект на фирмите „Ansaldo“ и английската „Vickers“ от 1914 г. – като те просто са удължени от 40 до 50 калибра, и са снабдени с много мощен 885-кг. снаряд, и по този начин са форсирани до максимума), така и самото качество на производство на стволовете. Някои считат за доста лошо качеството на боеприпасите (особено масовото). На тези линкори в пълна степен е реализирана системата за разнесена бордова защита (главният пояс се състои от „първичен“ 70 мм слой броня – за съдиране на бронебойния накрайник, и 280 мм основна плоча). Дебелината на основните плочи изглежда неголяма, но за сметка на съдирането на бронебойния наконечник това се оказва достатъчно. Към това, това не е последндата защита, тъй като на 1,4 м от основните плочи по дължината на цитаделата се разполага 36-мм бронирана противоосколъчна преграда, и близо към диаметралната плоскост – аналогична втора, с дебелина от 25 мм, разположена под различен ъгъл, спрямо цялото останало брониране. В резултат на това даже при пробиването на двата основни поясни слоя повредите от разрива на бронебойния снаряд, теоретично, се ограничават или от пространството „главен пояс-първа преграда“, или от пространството между самите прегради. Така за нанасянето на кораба на фатални повреди с настилен огън става доста трудна работа, а разположеният над главния и качващ се до нивото на горната палуба 70-мм горен пояс отново „съблича“ и дестабилизира до удар в главната бронепалуба снаряда, летящ по по-остра траектория. Традиционо (за италианците) качествените обводи дават на кораба добра скорост. Вече отбелязаното добро брониране (с изключение на траверсите), включва в себе си и 60-мм бронезащита на цялата носова надстройка, практически изключващо сериозните повреди от фугасни снаряд, и безпрецедентно високо ниво на защитеност на артилерията на средния калибър, и доста добре обмислена система за противоторпедна защита (тръбна, конструкция на Пулиезе), достигаща при мидъла 7,57 м дълбочина. Това са качествата, по които корабите превъзхождат „еднокласниците“. Уви това не може да се каже за хоризонталната защита, която е най-слабата сред „35 000-тонниците“. В интерес на истината и при останалите, освен „Ришельо“ и „Саут Дакота“, хоризонталната защита също е недостатъчна. Несъмнено също се явява като недостатък и предизвиканото от общото изоставане на италианската промишленост в новите технологии: електрозаваряване, оптика, електромеханика и радиолокация.
ПТЗ е по-добра, спрямо всички английски и американски линкори, даже спрямо най-съвършената на типа „Норт Керолайн“. Тя издържа това, което може да издържи и не може да се противопостави на 340 кг торпекс (еквивалент на 510 кг тротил) – за което не е разчетена.
Линейните кораби от типа „Литорио“, сред линкорите от последното поколение, се оказват единствените предназначени за ограничен театър на военни действия.
| Сравнителни ТТХ на линкорите постройка 1930 – 1940 години |                       |                                  |                                  |                                  |                  |                           |                            |                                  |
| характеристики                                            | „Кинг Джордж V“       | „Бисмарк“                        | „Литорио“                        | „Ришельо“                        | „Норт Керолайн“  | „Саут Дакота“             | „Айова“                    | „Ямато“                          |
| Страна                                                    |                       | Германска империя (1933 – 1945)  |                                  |                                  |                  |                           |                            |                                  |
| Водоизместимост, стандартна/пълна, т                      | 36 727/42 076         | 41 700/50 900                    | 40 724/45 236                    | 37 832/44 708                    | 37 486/44 379    | 37 970/44 519             | 48 425/57 540              | 63 200/72 810                    |
| Артилерия на главния калибър                              | 2×4 и 1×2 – 356-мм/45 | 4×2 – 380-мм/47                  | 3×3 – 381-мм/50                  | 2×4 – 380-мм/45                  | 3×3 – 406-мм/45  | 3×3 – 406-мм/45           | 3×3 – 406-мм/50            | 3×3 – 460-мм/45                  |
| Спомагателна артилерия                                    | 8×2 – 133-мм/50       | 6×2 – 150-мм/55, 8×2 – 105-мм/65 | 4×3 – 152-мм/55, 12×1 – 90-мм/50 | 3×3 – 152-мм/55, 6×2 – 100-мм/45 | 10×2 – 127-мм/38 | 8×2 – 127-мм/38           | 10×2 – 127-мм/38           | 4×3 – 155-мм/60, 6×2 – 127-мм/40 |
| Лека зенитна артилерия                                    | 4×8 – 40-мм/40        | 8×2 – 37-мм, 12×1 – 20-мм        | 8×2 и 4×1 – 37-мм, 8×2 – 20-мм   | 4×2 – 37-мм                      | 4×4 – 28-мм      | 7×4 – 28-мм, 16×1 – 20-мм | 15×4 – 40-мм, 60×1 – 20-мм | 8×3 – 25-мм                      |
| Брониране на борда, мм                                    | 356 – 381             | 320                              | 70 + 280                         | 330                              | 305              | 310                       | 307                        | 410                              |
| Брониране на палубите, мм                                 | 127 – 152             | 50 – 80 + 80 – 95                | 36 + 102 – 162                   | 150 – 170 + 40                   | 37 + 140         | 37 + 146 – 154            | 37 + 153 – 179             | 35 – 50 + 200 – 230              |
| Брониране на кулите на главния калибър, мм                | 324 – 149             | 360 – 130                        | 350 – 150                        | 430 – 195                        | 406 – 249        | 457 – 300                 | 495 – 260                  | до 650                           |
| Брониране на бойната рубка, мм                            | 76 – 114              | 220 – 350                        | 260                              | 340                              | 406 – 373        | 406 – 373                 | 440                        | до 500                           |
| Енергетична установка, к.с.                               | 110 000               | 138 000                          | 130 000                          | 150 000                          | 121 000          | 130 000                   | 212 000                    | 150 000                          |
| Максимална скорост, възела                                | 28,5                  | 29                               | 30                               | 31,5                             | 27,5             | 27,5                      | 32,5                       | 27,5                             |

### Коментари към таблицата
1. ↑  Само за главния кораб. Останалите линкори от този тип имат 10×2 – 127-мм/38 оръдия.
2. ↑  В хода на бойните действия на всички линкори е значително усилена.